# Lista de membros da Royal Society eleitos em 1849
Esta é uma lista de Membros da Royal Society eleitos em 1849.

## Fellows of the Royal Society (FRS)
1. John Couch Adams[2] (1819-1892)
2. Thomas Andrews (1813-1885)
3. Francis Thornhill Baring[3] (1796-1866)
4. Charles Barry[4] (1795-1860)
5. Sir Benjamin Collins Brodie (1817-1880)
6. John Dalrymple[5] (1803-1852)
7. James Glaisher[6] (1809-1903)
8. Robert Alfred Cloynes Godwin-Austen[7] (1808-1884)
9. Robert Kane[8] (1809-1890)
10. William Lassell[9]   (1799-1880)
11. James Prince Lee[10]  (1804-1869)
12. Henry Beaumont Leeson (1800-1872)
13. Thomas Macaulay[11] (1800-1859)
14. Andrew Ramsay[12] (1814-1891)
15. John Scott Russell[13][14] (1808-1882)
16. Francis Sibson[15][16] (1814-1876)
17. Robert Stephenson[17] (1803-1859)
18. Philip James Yorke[18]  (1799-1874)